# Concile de Séleucie-Ctésiphon
Ne doit pas être confondu avec Concile de Séleucie.
Le concile de Séleucie-Ctésiphon de 410 est un concile réuni par Mar Isaac, sur ordre du roi sassanide Yazdgard Ier,. Il s'agit du premier concile réunissant les évêques de l'Église de Perse.
Il comporte vingt-sept canons.
Il reconnait le titulaire de Séleucie comme le patriarche de l'Église de Perse. Cela s'inscrit dans une politique plus large de séparation des Églises sous domination sassanide avec l'Eglise byzantine. Comme en Arménie ou dans les territoires syriaques plus tard, les Sassanides tentent d'obtenir la séparation des minorités religieuses qui pourraient sembler trop proches de l'Empire byzantin,,.
Le nombre des provinces ecclesiastiques est fixé à cinq, soit par ordre de préséance, Beth Lapat, Nisibe, Pherat, Arbele et Karka de Beit-Slokh. Le nombre des évêchés suffragants est fixé à vingt-cinq et le territoire de leur circonscription fixé. Le nombre total d'évêchés s'élève à quatre-vingt.